# С-шлюз
«С-шлюз» (англ. C-Chute) — науково-фантастичне оповідання американського письменника Айзека Азімова, вперше надруковано у жовтні 1951 журналом «Galaxy Magazine». Увійшло до збірок «Крізь скло ясне» (Through a Glass, Clearly) (1977), «Прихід ночі та інші історії» (Nightfall and Other Stories) (1969).

## Сюжет
Під час першої міжзоряної війни землян, цивільний транспорт, що подорожує до Землі, захоплюється хлоросами, расою гігантських комах, які дихають хлором. Управляти кораблем і шісьма захопленими цивільними залишаються два озброєні хлороси.
Земляни не можуть прийти до єдиної думки, чи пожертвувати собою, щоб підірвати цінний для хлоросів корабель чи скоритись і зберегти власні життя. Коли виявляється, що їх каюта обладнана С-шлюзом (для викидування трупів за борт), скромний коротун бухгалтер Маллен погоджується вийти в скафандрі за борт через шлюз, щоб пробратись назад в корабель через сопла маневрового двигуна для несподіваного нападу на хлоросів. Він вбиває хлоросів розпилюючи кисень.
Нестандартний герой зізнається, що його мотивацією були не хоробрість, злість чи страх, а сум за Землею, яку він не бачив 17 років.